# Гельмут Ретемаєр
Гельмут Ретемаєр (нім. Helmut Rethemeier, 8 червня 1939) — німецький вершник.
Срібний призер Олімпійських Ігор 1976 року в командному триборстві.
Срібний призер Чемпіонату світу з кінного триборства 1978 (командне триборство), 1982 (командне триборство), 1982 (індивідуальне триборство) років, бронзовий призер 1978 року в індивідуальному триборстві.
Срібний призер Чемпіонату Європи з кінного триборства 1981 року в індивідуальному триборстві.